# Bains (Górna Loara)
Bains – miejscowość i gmina we Francji, w regionie Owernia-Rodan-Alpy, w departamencie Górna Loara.
Według danych na rok 1990 gminę zamieszkiwało 917 osób, a gęstość zaludnienia wynosiła 24 osoby/km² (wśród 1310 gmin Owernii Bains plasuje się na 250. miejscu pod względem liczby ludności, natomiast pod względem powierzchni na miejscu 112.).